# Coptobasoides ochricostalis
Coptobasoides ochricostalis là một loài bướm đêm trong họ Crambidae.